# Mia Coldheart
 (mars 2021).
Si vous disposez d'ouvrages ou d'articles de référence ou si vous connaissez des sites web de qualité traitant du thème abordé ici, merci de compléter l'article en donnant les références utiles à sa vérifiabilité et en les liant à la section « Notes et références ».

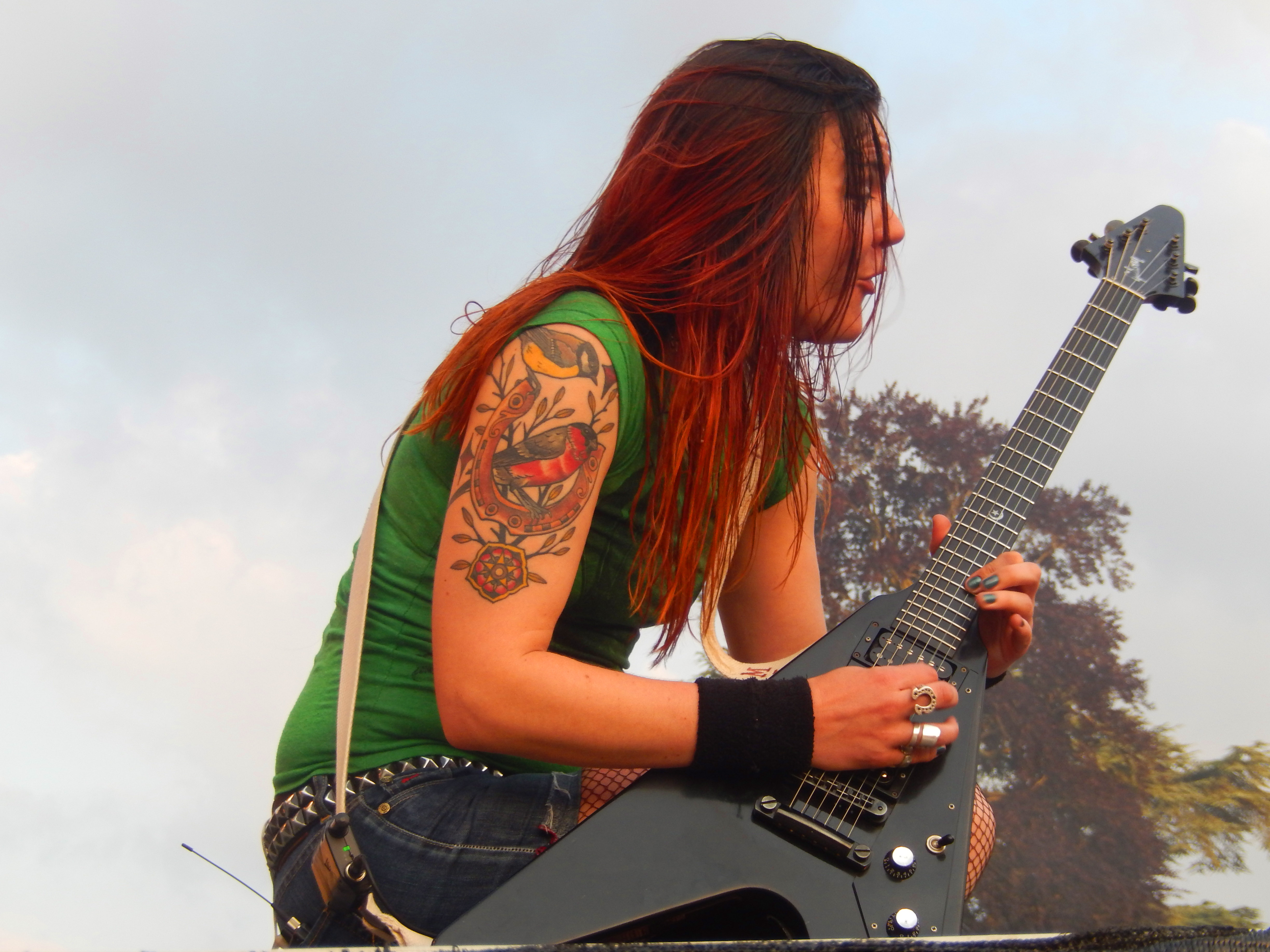
Mia Coldheart avec Crucified Barbara Festival de Beauregard Caen en juillet 2015

Mia Karlsson, connue par son nom de scène Mia Coldheart est la chanteuse et guitariste principale du groupe de metal suédois Crucified Barbara. Elle est née le 21 août 1980 à Stockholm.
Musicalement, elle écoute Alice in Chains, Obituary, Alison Krauss, Testament, Bullet, Kataklysm, The Scams, Katatonia, Megadeth, Phantom Blue, Backdraft, AC/DC.

## Matériel
Mia joue généralement sur une Gibson Gothic Flying V noire (Gothic 2001) achetée en 2004, comme sur la photo illustrant cet article, mais il lui arrive aussi de jouer sur  une Fender Telecaster. On peut également la voir jouer sur une Les Paul et une SG sur certains clips du groupe, ainsi que sur diverses guitares acoustiques (Gibson, Takamine, etc).

Dans la chanson "My heart is black" sur l'album In distortion we trust, elle fait référence à sa Gibson (on peut entendre les paroles suivantes "I dedicate my love to a Flying V").

Sur scène elle joue soit sur des amplis de marque Marshall, soit sur des Mesa Boogie.